# ГЕС Самсу
ГЕС Самсу – гідроелектростанція на півночі Північної Кореї. Використовує ресурс із річки Hochon, лівої притоки Ялуцзян (утворює кордон між Північною Кореєю та Китаєм і впадає до Жовтого моря). При цьому можливо відзначити, що вище по течії Hochon з неї відбирається ресурс для роботи дериваційного каскаду Hochon.
В межах проекту Hochon невдовзі після впадіння її правої притоки Унчон перекрили греблею. Утворене нею водосховище витягнулось двома затоками по долинах названих річок, на 20 км та 10 км відповідно. Неподалік від греблі знаходиться машинний зал з обладнанням потужністю у 50 МВт.
Будівництво станції почалось у 2004-му та завершилось введенням в експлуатацію за три роки.
Поява водосховища станції призвела до підсиленого надходження води у мідну копальню Hyesan, котра належала китайським інвесторам. В 2009 році цей об’єкт виявився остаточно затопленим.